# أوديد ستارك
أوديد ستارك خبير اقتصادي وزميل متميز في مركز أبحاث التنمية بجامعة بون، وأستاذ متميز في جامعة وارسو، وأستاذ مساعد في جامعة توبنغن .

## سيرة شخصية
على مدار مسيرته المهنية، شغل أوديد ستارك كرسيًا في السياسة الاقتصادية والإقليمية في جامعة كلاغنفورت، ورئيسًا لاقتصاديات التنمية في جامعة أوسلو، وعمل أستاذًا للسكان والاقتصاد وكذلك مديرًا لـ برنامج الهجرة والتنمية في جامعة هارفارد، كأستاذ جامعي فخري للاقتصاد في جامعة فيينا، وباحث بارز في جامعة جورجتاون . اعتبارًا من عام 2019، يعمل أستاذًا متميزًا في جامعة وارسو، وأستاذًا مساعدًا في جامعة توبنغن ، وزميلًا متميزًا في مركز أبحاث التنمية بجامعة بون. ستارك محرر مشارك لكتيب "دليل اقتصاديات السكان والأسرة" (بالاشتراك مع مارك روزنزويج ). 

## بحث
تشمل الاهتمامات البحثية لأوديد ستارك نظرية الاقتصاد الجزئي التطبيقية، واقتصاديات التنمية، واقتصاديات السكان، واقتصاديات الهجرة ، واقتصاديات العمل .  وفقًا لـ IDEAS / RePEc ، يُصنف Oded Stark من بين أفضل 1٪ من الاقتصاديين من حيث مخرجات البحث. 

## تعرُّف
ستارك حاصل على دكتوراه فخرية من جامعة وارسو . وهو زميل في Humboldt، وحاصل على جائزة الإنجاز مدى الحياة من وزارة العلوم والتعليم العالي في بولندا، وهو أستاذ رئاسي للاقتصاد في بولندا. 

## ببليوغرافيا (محدد)
- ستارك، أو. (1993). هجرة العمالة. كامبريدج ، ماساتشوستس: بلاكويل. [5]
- Rosenzweig،Mark R. & Stark، O.،eds. كتيب السكان والاقتصاد الأسري . إلسفير، 1997. [6]
- ستارك ، أو. (1999). الإيثار وما بعده: تحليل اقتصادي للتحويلات والتبادلات داخل العائلات والجماعات. كامبريدج: مطبعة جامعة كامبريدج. [7]

## روابط خارجية
- الصفحة الرئيسية لعوديد ستارك
- منشورات أوديد ستارك مُفهرسة بواسطة قاعدة سكوبس الببليوغرافية، وهي خدمة مقدمة من إلزيفير.  (الاشتراك مطلوب) قاعدة بيانات
- منشورات أوديد ستارك منشورات مفهرسة من قبل جوجل سكولار